# Proteïna vegetal

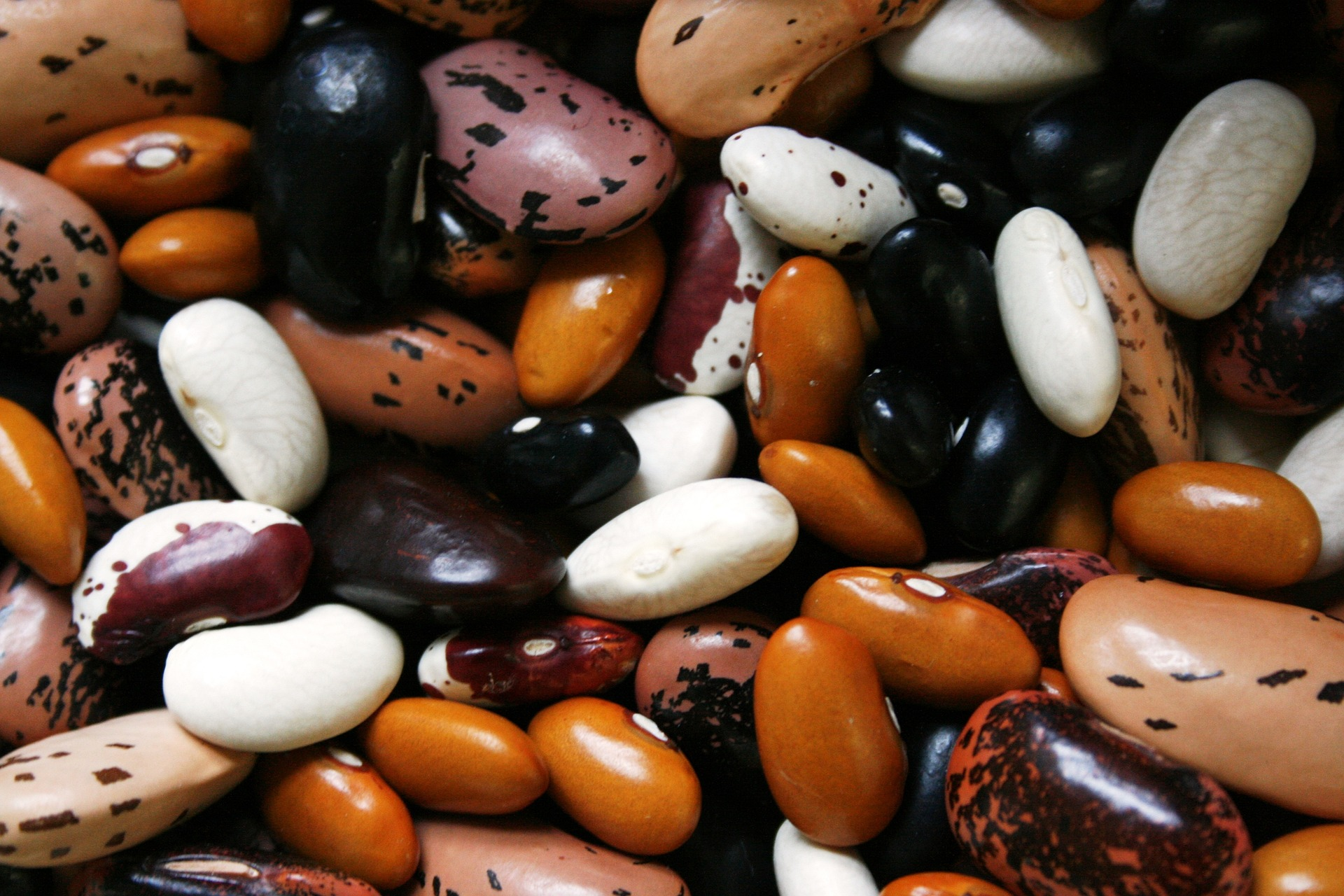
Exemple de font de proteïnes vegetals: els llegums

Una proteïna vegetal és una molècula orgànica complexa que podem trobar a verdures, llegums, fruits secs, llavors i fruites. A diferencia de les proteïnes animals, les vegetals es solen considerar proteïnes incompletes, perquè no contenen tots els aminoàcids essencials que necessiten els humans. Això no significa que a totes les proteïnes vegetals els faltin els mateixos aminoàcids, sinó que, segons l'aliment de què es tracti, els faltarà un aminoàcid o un altre. Per contra, son considerades més saludables perquè s'associen a aliments rics en fibra i menys greixosos, perquè no contenen colesterol i son riques en àcids grassos poliinsaturats.
El principal camp d'utilització de les proteïnes vegetals és l'alimentació, tant humana com animal, però també tenen un interès especial en altres camps com ara la producció de plaguicides o la recerca en salut humana.
El 1745, Jacopo Beccari a la Universitat de Bolonya va ser un dels primers a centrar-se en l'estudi de les proteïnes vegetals i va aconseguir aïllar les proteïnes del gluten del blat. Posteriorment, durant els primers anys del segle xx, el químic Thomas Burr Osborne va desenvolupar mètodes per aïllar i purificar proteïnes vegetals de les llavors. Entre 1886-1928, va publicar estudis sobre les proteïnes de llavors de plantes d'espècies diferents i, més tard, va crear una classificació de proteïnes vegetals que en alguns sectors encara s'utilitza actualment.

## Classificació
El 1924, Osborne va publicar una classificació de les proteïnes vegetals en funció de la seva solubilitat i extracció en diferents solucions, basant-se en l'esquema de classificació proposat pel Comitè Americà de Nomenclatura de Proteïnes (1908) i en els seus coneixements d'estudis previs.

### Classificació d'Osborne
Aquesta classificació va servir per separar les proteïnes en quatre grups principals, que es coneixen com a «fraccions Osborne». Aquests quatre grups són les albúmines, les globulines, les glutelines i les prolamines. Osborne les va definir de la següent manera:
| Grup       | Característiques |
| ---------- | --- |
| Albúmines  | Proteïnes solubles en aigua i que coagulen per escalfament. Les troben presents a llegums i llavors.                                                                           |
| Globulines | Proteïnes solubles en solucions salines i insolubles en aigua. La majoria de llavors en tenen.                                                                                 |
| Glutelines | Proteïnes que es poden extreure mitjançant solucions alcalines i insolubles en la resta de solucions. En l'actualitat, les glutelines ja no són considerades com a grup vàlid. |
| Prolamines | Proteïnes solubles en alcohols forts (60-70% v/v) com l'etanol i insolubles en aigua i altres solucions (salines).                                                             |

Aquesta classificació encara és utilitzada pels químics del sector dels cereals, però, actualment, les proteïnes vegetals es classifiquen a partir d'altres criteris com ara la funció, l'estructura, la localització, etc. La més utilitzada és la que té en compte la funció biològica de la proteïna.

### Classificació actual
Les proteïnes de les llavors es divideixen en quatre grups a partir de la seva funció: estructurals, metabòliques, d'emmagatzematge i protectores.
| Classe         | Característiques                                                                       | Exemples                                                             |
| -------------- | -------------------------------------------------------------------------------------- | -------------------------------------------------------------------- |
| Emmagatzematge | Funcionen com a reserva de nutrients i ajuden a la planta a desenvolupar-se i créixer. | Abundants a les llavors, com les albúmines, prolamines i globulines. |
| Estructurals   | Constitueixen les estructures cel·lulars de les cèl·lules i orgànuls vegetals.         | Arabinogalactà i extensina.                                          |
| Metabòliques   | Proteïnes i enzims amb funcions molt diverses.                                         | Hidrolases, carboxilases, deshidrogenases i quinases.                |
| Protectores    | Funció de defensa actuant contra patògens i plagues.                                   | Lisozims, quitinases i defensines.                                   |

## Aplicacions

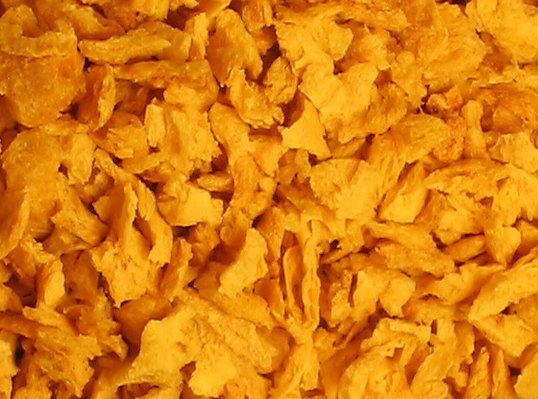
Soja vegetal texturitzada

### Alimentació
En l'actualitat, les proteïnes vegetals tenen un gran interès, principalment per la seva importància en l'alimentació, tant humana com del bestiar. En aquest àmbit interessa especialment obtenir productes amb un alt contingut proteic i un baix contingut en greixos. Per això les empreses que es dediquen a la producció de substituts de la carn utilitzen llegums i llavors principalment, ja que son fonts importants de proteïnes mitjançant les quals s'elaboren anàlegs de productes procedents d'animals com els làctics o la carn. D'altra banda, també permeten l'elaboració de productes característics d'aliments d'origen vegetal com, per exemple, el tofu, l'hummus, flocs de cereals, etc.

#### Consum
En l'àmbit mundial, Amèrica, Europa i Oceania destaquen per un consum major de proteïna animal mentre que a Àsia i Àfrica predomina el consum de proteïna d'origen vegetal. Això és degut al fet que les proteïnes d'origen vegetal són una font nutritiva més assequible econòmicament.
D'altra banda, en els països rics, alguns estudis indiquen un gran creixement en el mercat de proteïnes vegetals entre els anys 2021-2026, fruit de l'augment de consumidors que busquen alternatives a la carn, ja sigui per reduir el consum d'aliments d'origen animal o per eliminar-ne el consum de forma total (veganisme). Aquest creixement de la demanda de productes d'origen no animal ha provocat una gran diversificació de l'oferta d'aquest tipus de producte, i han aparegut en el mercat nous productes similars als aliments tradicionals com ara begudes vegetals, anàlegs de làctics (iogurts, formatge, gelats, etc.) o anàlegs de la carn (hamburgueses, frankfurts, carn picada, etc.).
La soja destaca per ser l'aliment més consumit com a font de d'origen vegetal, perquè té un gran contingut proteic, entorn al 40 per cent. Per contra, les llavors, malgrat que tinguin un alt contingut proteic, també presenten quantitats importants de greixos.

#### Valor nutricional
Pel que fa als aspectes nutricionals, les fonts de proteïna vegetal són comparables a les proteïnes d'origen animal tot i que no siguin completes en quant a composició d'aminoàcids. Aquesta deficiència es pot suplir mitjançant una alimentació variada de fonts de proteïnes no animal diferents, de manera que es pugui aconseguir una composició proteica comparable a les que aporten les proteïnes animals. D'altra banda, fruites i verdures no es consideren bones fonts de proteïna però són igualment importants a la dieta perquè aporten altres nutrients com, per exemple, vitamines.

#### Texturització
Alguns aliments d'origen vegetal, entre els quals el més utilitzat és la soja, poden passar per un procés anomenat texturització que té l'objectiu d'aconseguir que el consumidor percebi aquest producte igual que un tros de carn, tant per l'aparença com per la sensació alhora de mastegar.

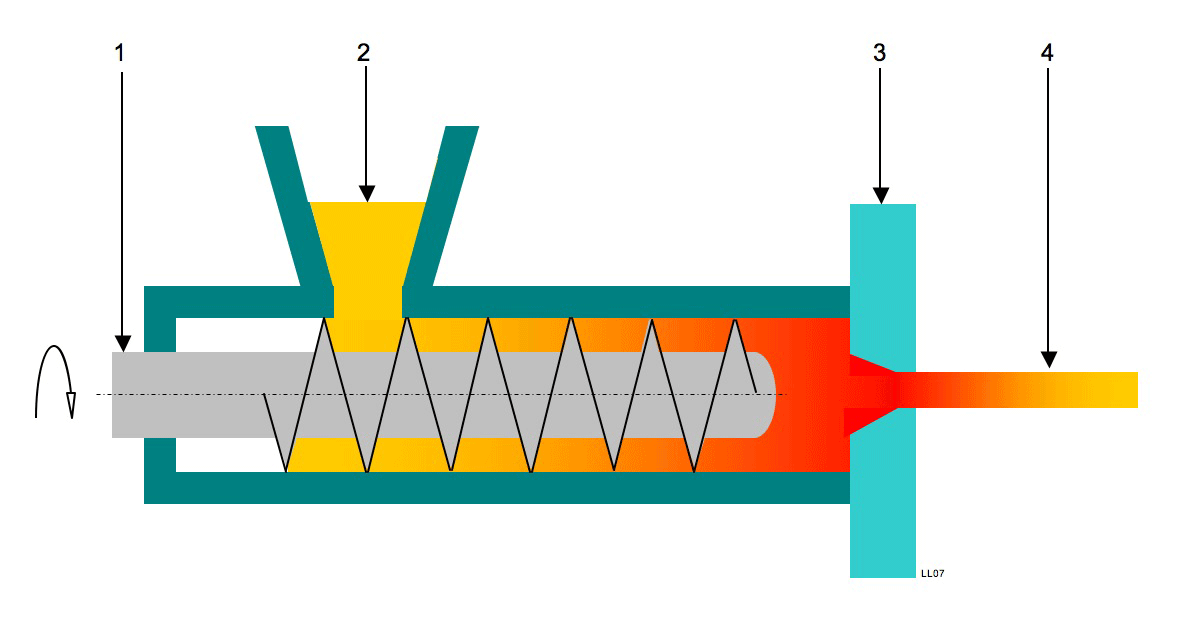
Esquema d'una extrusora

La principal matèria primera del procés de texturització és la farina de soja. A partir d'aquesta farina, es fa un tractament a una humitat, calor i pressió determinada per forçar les proteïnes a perdre la seva conformació organitzada i formar una massa viscoelàstica. Aquest procés permet reestructurar aliments de base proteica i donar-los una textura masticable.
Aquest fet es produeix en una maquina anomenada extrusora. Els ingredients s'afegeixen, prèviament barrejats, al barril central de l'extrusora, on un cargol cònic empeny amb força el material cap a l'orifici de sortida. El procés mecànic es fa a temperatures elevades i molt controlades que permeten que les proteïnes es desnaturalitzin. Al final, s'aconsegueix que la barreja d'ingredients esdevingui un emulsionat gelatinós.

#### Gluten
Amb relació a l'alimentació, una de les proteïnes més rellevants és el gluten. S'utilitza en una gran varietat de productes gràcies a les seves propietats viscoelàstiques i estructurals que el fan un candidat ideal per la seva aplicació en el món de la pastisseria i brioixeria, perquè permet obtenir aliments esponjosos sense renunciar a la textura elàstica. A més, és el responsable d'atrapar el diòxid de carboni que es produeix durant la fermentació del pa, gràcies a que genera una xarxa proteica, permetent que aquest augmenti de volum.

### Plaguicides
L'àmbit de l'alimentació no és l'únic on les proteïnes vegetals tenen una clara aplicació. Algunes exerceixen una funció defensiva per a la planta i, en ser produïdes, formen complexos enzimàtics que actuen inhibint patògens o funcionant en contra de plagues. Per aquest motiu, moltes d'aquestes proteïnes s'aprofiten per a l'elaboració de plaguicides.

### Salut humana
Les proteïnes vegetals també poden tenir rellevància en medicina per la seva participació en determinades malalties o perquè formen part d'alguns tractaments. Els llegums contenen unes proteïnes poc freqüents, denominades «factors antinutricionals» com, per exemple, les lectines, inhibidors de proteases i amilases i d'altres, les quals estan sent molt estudiades pel seu potencial en el tractament i prevenció de moltes malalties com el càncer, l'obesitat i la hipertensió.

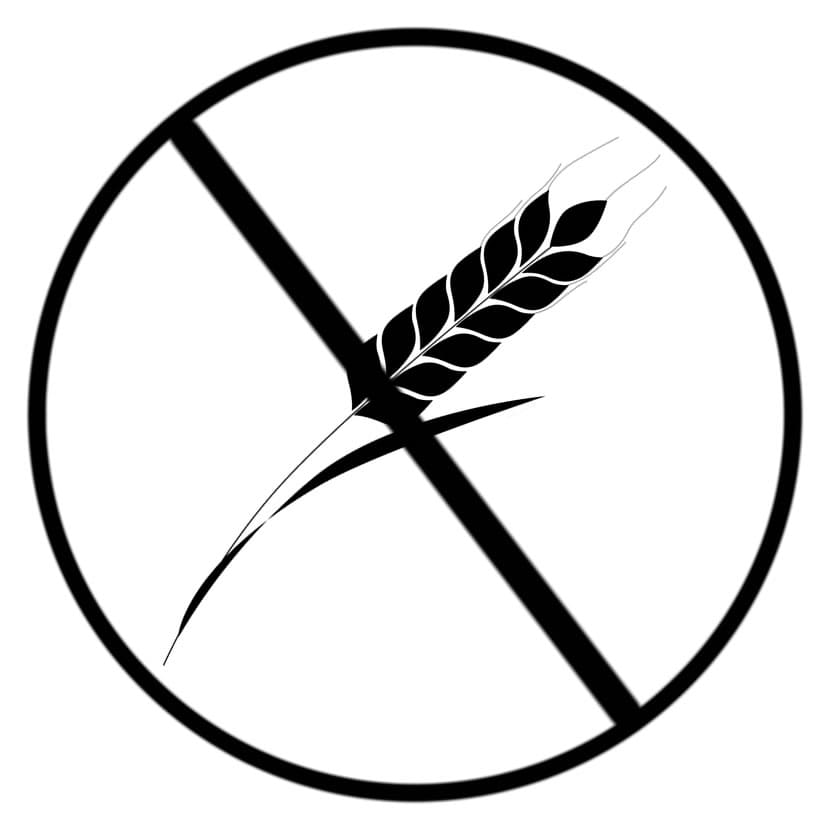
Símbol que indica que un aliment no porta gluten i és apte per celíacs.

#### Celiaquia
Una de les proteïnes vegetals amb més interès en medicina és el gluten, perquè té una important participació en una malaltia autoimmunitària anomenada celiaquia. Aquesta malaltia es dona quan les proteïnes del gluten no poden ser digerides i la seva simptomatologia característica consisteix en dolor abdominal, diarrea crònica o intermitent, nàusees, vòmits, malabsorció de micronutrients o retard del creixement.
Actualment, al mercat, podem trobar moltes alternatives als productes amb gluten les quals utilitzen com a font proteica altres vegetals com l'arròs, la quinoa, el blat de moro, etc.

## Impacte econòmic
Actualment, les proteïnes vegetals són un mercat en creixement a causa de la gran demanda i consum que hi ha. El 2019, el seu valor es va aproximar entorn els 12.100 milions de dòlars i es preveu, que si el patró de creixement del mercat es manté, superi els 35.500 milions l'any 2024.
Aquest creixement de la demanda té dos orígens. En primer lloc, el creixement del nombre total de persones que habiten al planeta i que implica que cal proveir menjar per totes elles. En segon lloc, la conscienciació social en els països rics sobre la insostenibilitat del model de producció animal (ramaderia i pesca), que ha portat a un augment del consum de productes d'origen vegetal rics en proteïnes, amb l'objectiu de reduir el consum de proteïna d'origen animal. Aquesta conscienciació mediambiental ha anat de la mà de les iniciatives clean label que defensen una alimentació menys processada, és a dir, que els productes tinguin pocs ingredients i no continguin conservants, edulcorants, colorants, etc.
Com a conseqüència d'aquesta creixent demanda, s'han multiplicat les empreses que produeixen productes d'origen no animal i també s'ha augmentat el pressupost destinat a recerca, desenvolupament i innovació per desenvolupar nous productes. Aquestes noves empreses, han vist en aquest sector una oportunitat per créixer ràpidament, perquè fa 10 anys, aquest mercat era pràcticament inexistent. Un exemple d'empresa que domina el sector de les alternatives a la carn a Catalunya és Heura Foods S.A. que ha entrat al mercat amb una campanya de màrqueting molt ambiciosa fins al punt de patrocinar el primer equip femení del Futbol Club Barcelona.
Els aliments rics en proteïna d'origen vegetal més rellevants a nivell mundial són:
| Origen de la proteïna | Previsió de creixement del mercat (2020-2025) | Rellevància | Aliments que la contenen                                                             |
| --------------------- | --------------------------------------------- | --- | ------------------------------------------------------------------------------------ |
| Proteïna del blat     | 6,84%                                         | Principal font de gluten i carbohidrats mundial.                                                                               | Pa, pasta, pastissos, brioixeria, anàlegs de la carn, etc.                           |
| Proteïna de l'arròs   | 3,11%                                         | Aliment base de la dieta de la meitat de la població mundial.                                                                  | Complements alimentaris per a nadons, productes sense gluten, begudes vegetals, etc. |
| Proteïna de la soja   | 3,61%                                         | Aliment base del productes d'origen no animal.                                                                                 | Begudes vegetals, anàlegs de la carn, olis comestibles, etc.                         |
| Proteïna de la quinoa | -                                             | Aliment clau en dietes vegetarianes i veganes perquè és considerat un aliment complet, és a dir, ric en aminoàcids essencials. | Productes sense gluten, anàlegs de la carn, begudes vegetals, etc.                   |